# Odnojn Bachyt
Odnojn Bachyt (mong. Однойн Бахыт; ur. 24 lutego 1954) – mongolski zapaśnik walczący w stylu wolnym. Olimpijczyk z Moskwy 1980, gdzie odpadł w eliminacjach turnieju w wadze superciężkiej (+100 kg). Zajął trzecie miejsce w Pucharze Świata w 1981 roku.
- Turniej w Moskwie 1980

Przegrał walkę z Senegalczykiem Mamadou Sakho i z reprezentantem ZSRR, Sosłanem Andijewem